# Svärdsö, Björneborg
Svärdsö (Svälssöö, finska) med Kalliokari är öar i Finland. De ligger i Bottenhavet och i kommunen Björneborg i den ekonomiska regionen  Björneborgs ekonomiska region i landskapet Satakunta, i den sydvästra delen av landet. Öarna ligger omkring 24 kilometer nordväst om Björneborg och omkring 250 kilometer nordväst om Helsingfors.
Arean för den av öarna koordinaterna pekar på är 36,4 hektar och dess största längd är 1,1 kilometer i öst-västlig riktning.

## Delöar och uddar
- Svälssöö 61°39′45″N 21°31′06″Ö / 61.66241°N 21.51829°Ö
- Plumkrunni 61°39′52″N 21°31′48″Ö / 61.66443°N 21.53001°Ö (udde)
- Kalliokari 61°39′50″N 21°32′00″Ö / 61.6639°N 21.53341°Ö